# M. Leelavathy
Mundanat Leelavathy, plus connue sous son appellation et pseudonyme M. Leelavathy, née le 16 septembre 1927 à Kottappadi en Inde, est une écrivaine, critique littéraire et pédagogue en langue malayalam.
Elle enseigne dans divers collèges du Kerala avant de prendre sa retraite en tant que directrice du Government Brennen College, Thalassery .
Au cours de sa longue carrière littéraire, elle a remporté plusieurs prix, dont le Kendra Sahithya Academy Award et le Kerala Sahithya Academy Award. Elle est une contemporaine de ces critiques notables en malayalam, notamment KM George, S. Guptan Nair, N. Krishna Pillai, PK Balakrishnan, MK Sanu et Sukumar Azhikode. M. Leelavathy est titulaire du prestigieux Padma Shri.

## Biographie
Mundanat Leelavathy est née à Kottapadi près de Guruvayur dans le district de Thrissur (ensuite le district de Malabar de l'État de Madras) le 16 septembre 1927.
Elle effectue sa scolarité à l'école de Kunnamkulam, une autre ville voisine, Kottapadi étant à mi-chemin entre Guruvayur et Kunnamkulam. Elle commence ses études supérieures au Maharaja's College, à Ernakulam pour son diplôme de BA. Elle obtient son diplôme de maîtrise de l'université de Madras.
Mundanat Leelavathy commence sa carrière d'enseignante en 1949 en tant que chargée de cours au St. Mary's College de Thrissur. Après un bref passage au Stella Maris College à Chennai, elle rejoint le Victoria College à Palakkad en 1952. Par la suite, elle enseigne au Maharaja's College et au Government Brennen College à Thalassery . Elle a obtient son doctorat, qu'elle passe à l'université du Kerala en 1972. Pendant une brève période, elle a également été professeur invitée à l'université de Calicut. Mundanat Leelavathy pend sa retraite du Brennen College en 1983. Elle vit ensuite à Thrikkakkara dans le district d'Ernakulam .

## Récompenses et honneurs
Au cours de sa longue carrière littéraire, M. Leelavathy a remporté plusieurs prix et distinctions dont le Odakuzhal Award (1978) et le Kerala Sahitya Akademi Award (1980) pour Varnaraji, le Kendra Sahithya Academy Award (1986) pour Kavithadhwani, Lalithambika Antarjanam Award (1999), Vallathol Prix (2002), Prix Basheer (2005), Prix commémoratif Guptan Nair (2007), Vayalar Ramavarma (2007) pour Appuvinte Anweshanam, et le prix FACT MKK Nayar (2009).
M. Leelavathy est également titulaire du prix Padma Shri pour sa contribution à la littérature et à l'éducation malayalam.
Elle a remporté le Ezhuthachan Puraskaram, le plus haut prix littéraire du Kerala, en 2010, pour ses œuvres critiques exceptionnelles. Elle a également reçu de nombreux autres prix littéraires, notamment le Mathrubhumi Literary Award (2011), le PS John Award (2011),, et le KP Kesava Menon Award (2014).